# Polski Rocznik Muzykologiczny
Polski Rocznik Muzykologiczny – polski rocznik muzykologiczny wydawany w latach 1935–1936, wznowiony w 2004 roku. Zawiera artykuły w języku polskim i angielskim. Każdy rocznik obejmuje odrębną tematykę i posiada własny tytuł. Materiały pochodzą częściowo z referatów z Ogólnopolskich Konferencji Muzykologicznych Związku Kompozytorów Polskich.
Założycielem i redaktorem dwóch pierwszych numerów był Adolf Chybiński, wydawcą – Wydawnictwo Stowarzyszenia Miłośników Muzyki Dawnej w Warszawie. Rocznik trzeci (2004), wydany po prawie 70 latach od wydań przedwojennych, zadedykowano pamięci twórców polskiej muzykologii, Zdzisława Jachimeckiego i Adolfa Chybińskiego. Obecną redaktor naczelną jest Iwona Lindstedt.

## Redaktorzy naczelni
- Adolf Chybiński (1935–36),
- Katarzyna Dadak-Kozicka (2004–2015),
- Iwona Lindstedt (2016– ).